# Кинескоп

Принципиальная схема электронно-лучевой трубки с магнитными фокусировкой и отклонением электронного пучка:
1. Цилиндр Венельта.
2. Аноды.
3. Магнитная отклоняющая система.
4. Подогреватель катода.
5. Катод.
6. Электронный пучок.
7. Фокусирующая магнитная система.
8. Люминесцирующий экран.

Кинеско́п (от др.-греч. κινέω «двигаю» + σκοπέω «смотрю»), также электро́нно-лучева́я тру́бка (ЭЛТ) — электронно-лучевой прибор, преобразующий электрические сигналы в световые.
Ранее широко применялся в телевизорах и мониторах: до середины 1990-х годов использовались устройства исключительно на основе кинескопа.

## История

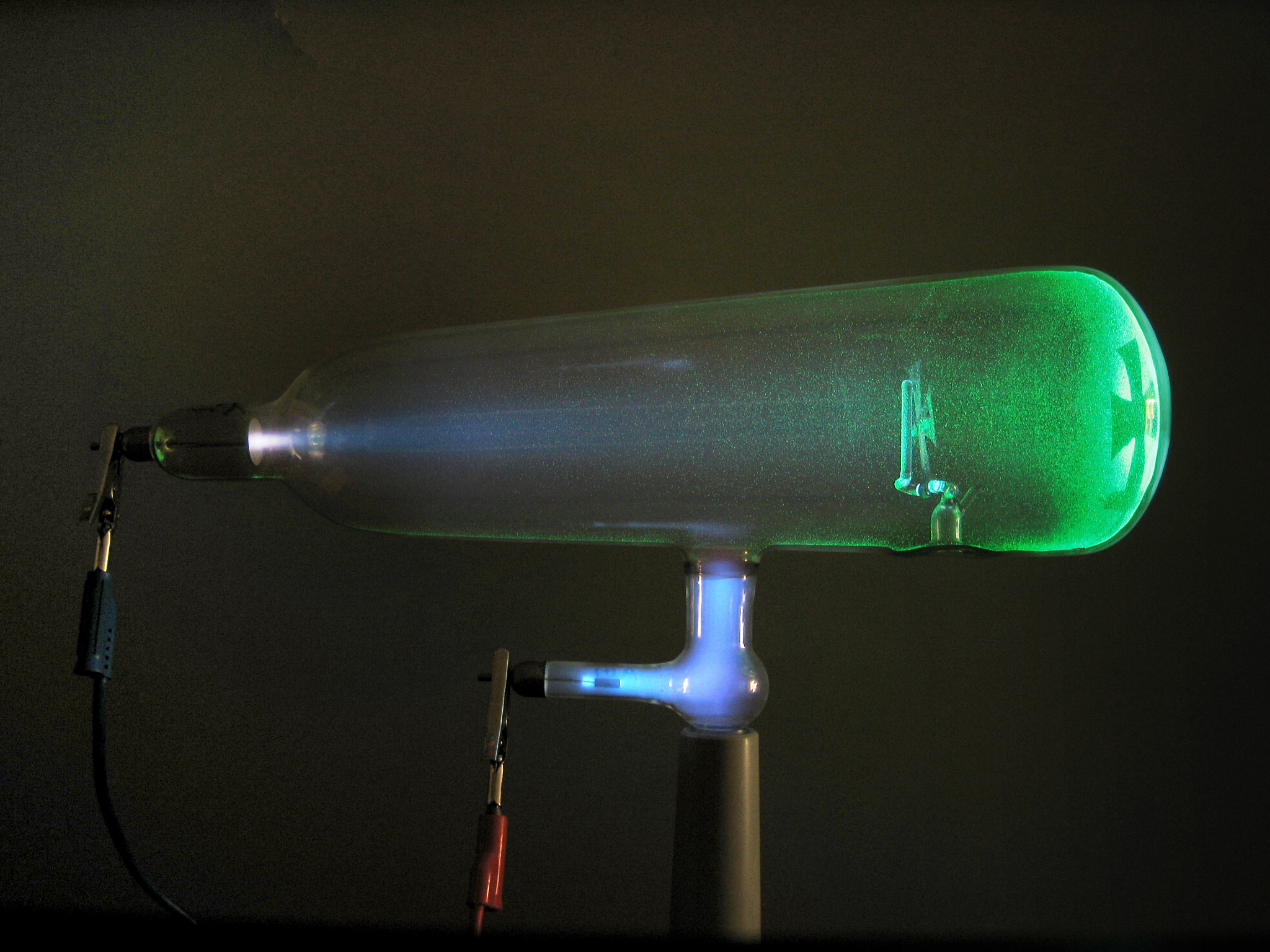
Электронно-лучевой прибор Уильяма Крукса

В 1859 году Юлиус Плюккер открыл катодные лучи — поток электронов. В 1879 году Уильям Крукс создал прообраз электронно-лучевой трубки. Он установил, что катодные лучи распространяются линейно, но могут отклоняться магнитным полем, а также обнаружил, что при попадании катодных лучей на некоторые вещества последние начинают светиться.
В 1897 году немецкий физик Карл Фердинанд Браун на основе трубки Крукса создал катодную трубку, получившую названия трубки Брауна. Луч отклонялся с помощью электромагнита только в одном измерении, второе направление развёртывалось при помощи вращающегося зеркала. Браун решил не патентовать своё изобретение, но выступал со множеством публичных демонстраций и публикаций в научной печати. Трубка Брауна использовалась и совершенствовалась многими учёными. В 1903 году Артур Венельт поместил в трубке цилиндрический электрод (цилиндр Венельта), позволяющий менять интенсивность электронного луча, а соответственно и яркость свечения люминофора.
В 1906 году сотрудники Брауна М. Дикман и Г. Глаге получили патент на использование трубки Брауна для передачи изображений, а в 1909 году М. Дикман предложил идею фототелеграфного устройства для передачи изображений с помощью трубки Брауна; в устройстве для развёртки применялся диск Нипкова.
С 1902 года с трубкой Брауна работает Борис Львович Розинг. 25 июля 1907 года он подал заявку на изобретение «Способ электрической передачи изображений на расстояния». Развёртка луча в трубке производилась магнитными полями, а модуляция сигнала (изменение яркости) — с помощью конденсатора, который мог отклонять луч по вертикали, изменяя тем самым число электронов, проходящих на экран через диафрагму. 9 мая 1911 года на заседании Русского технического общества Розинг продемонстрировал передачу телевизионных изображений простых геометрических фигур и приём их с воспроизведением на экране ЭЛТ.
В начале и середине XX века значительную роль в развитии ЭЛТ сыграли Владимир Зворыкин, Аллен Дюмонт и другие.

## Классификация
По способу отклонения электронного луча все ЭЛТ делятся на две группы: с электромагнитным отклонением (индикаторные ЭЛТ и кинескопы) и с электростатическим отклонением (осциллографические ЭЛТ и очень небольшая часть индикаторных ЭЛТ).
По способности сохранять записанное изображение ЭЛТ делят на трубки без памяти и трубки с памятью (индикаторные и осциллографические), в конструкции которых предусмотрены специальные элементы (узлы) памяти, с помощью которых единожды записанное изображение может многократно воспроизводиться.
По цвету свечения экрана ЭЛТ подразделяются на монохромные и многоцветные. Монохромные могут иметь разный цвет свечения: белый, зелёный, синий, красный и другие. Многоцветные подразделяются по принципу действия на двухцветные и трёхцветные. Двухцветные — индикаторные ЭЛТ, цвет свечения экрана которых меняется или за счет переключения высокого напряжения, или за счет изменения плотности тока электронного луча. Трёхцветные (по основным цветам) — цветные кинескопы, многоцветность свечения экрана которых обеспечивается специальными конструкциями электронно-оптической системы, цветоделительной маски и экрана.
Осциллографические ЭЛТ подразделяют на трубки низкочастотного и СВЧ-диапазонов. В конструкциях последних применена достаточно сложная система отклонения электронного луча.
Кинескопы подразделяют на телевизионные, мониторные и проекционные. Мониторные кинескопы имеют меньший шаг маски, чем телевизионные. Проекционные кинескопы имеют размер от 7 до 12 дюймов, повышенную яркость свечения экрана, являются монохромными и воспроизводят один из трёх базовых цветов RGB — красный, зелёный, синий (см. Кинескопный видеопроектор).

## Устройство и принцип работы

### Конструкция
Основные части:
- электронная пушка, предназначенная для формирования электронного луча; в цветных кинескопах и многолучевых осциллографических трубках несколько пушек объединяются в электронно-оптический прожектор;
- экран, покрытый люминофором — веществом, светящимся при попадании на него пучка электронов;
- отклоняющая система, управляющая лучом таким образом, что он формирует на экране требуемое изображение.

### Общие принципы

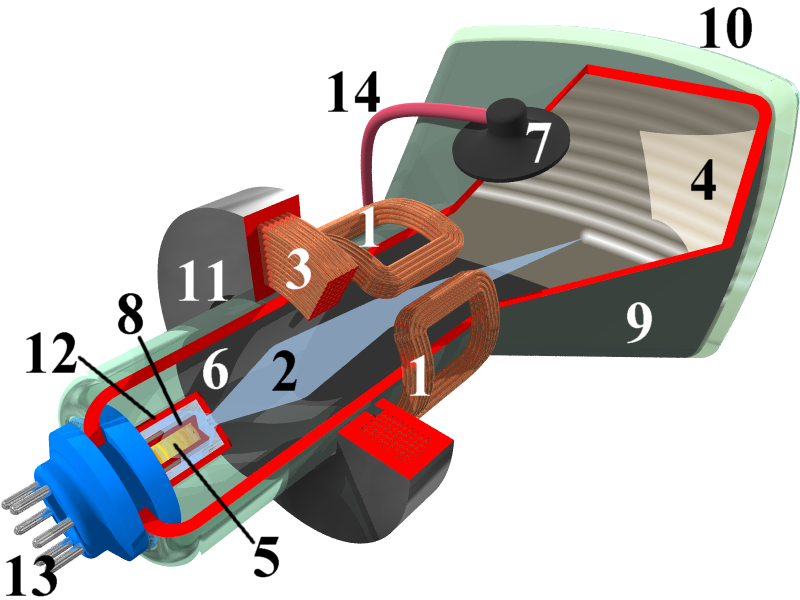
Устройство чёрно-белого кинескопа.

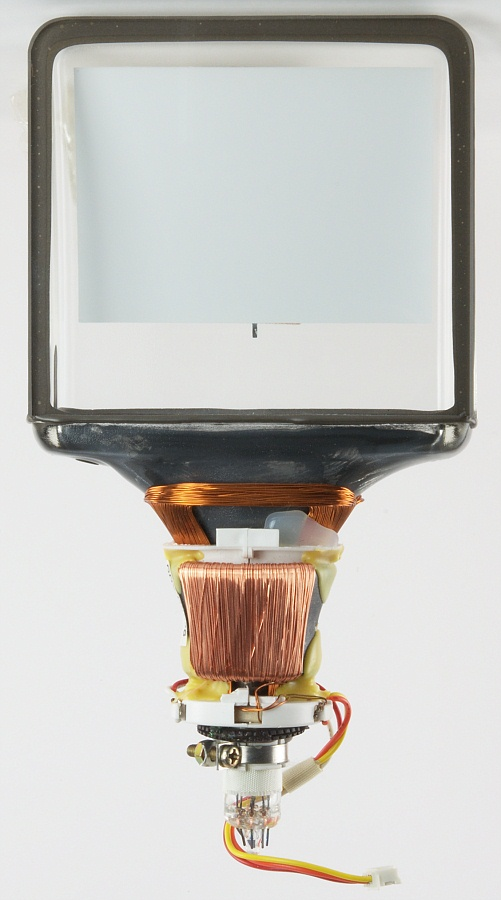
Кинескоп плоской конструкции, используемый в домофонах

В баллоне 9 создан глубокий вакуум — сначала выкачивается воздух, затем все металлические детали кинескопа нагреваются индуктором для выделения поглощённых газов, для постепенного поглощения остатков воздуха используется геттер.
Для того, чтобы создать электронный луч 2, применяется устройство, именуемое электронной пушкой. Катод 8, нагреваемый нитью накала 5, испускает электроны. Чтобы увеличить испускание электронов, катод покрывают веществом, имеющим малую работу выхода (крупнейшие производители ЭЛТ для этого применяют собственные запатентованные технологии). Изменением напряжения между управляющим электродом (модулятором) 12 и катодом можно изменять интенсивность электронного луча и, соответственно, яркость изображения. Кроме управляющего электрода, пушка современных ЭЛТ содержит фокусирующий электрод (в отечественных кинескопах, разработанных до 1956 г., применялась электромагнитная фокусировка при помощи фокусирующей катушки 3 с сердечником 11), предназначенный для фокусировки пятна на экране кинескопа в точку, ускоряющий электрод для дополнительного разгона электронов в пределах пушки и анод. Покинув пушку, электроны ускоряются анодом 14, представляющем собой металлизированное покрытие внутренней поверхности конуса кинескопа, соединённое с одноимённым электродом пушки. В цветных кинескопах со внутренним электростатическим экраном его соединяют с анодом. В ряде кинескопов ранних моделей, таких, как 43ЛК2Б, конус был выполнен из металла и являлся собственно анодом. Напряжение на аноде находится в пределах от 7 до 30 киловольт. В ряде малогабаритных осциллографических ЭЛТ анод представляет собой только один из электродов электронной пушки и питается напряжением до нескольких сот вольт.
Далее луч проходит через отклоняющую систему 1, которая может менять направление луча (на рисунке показана магнитная отклоняющая система). В телевизионных ЭЛТ применяется магнитная отклоняющая система как обеспечивающая большие углы отклонения. В осциллографических ЭЛТ применяется электростатическая отклоняющая система как обеспечивающая большее быстродействие.
Электронный луч попадает в экран 10, покрытый люминофором 4. От бомбардировки электронами люминофор светится, и быстро перемещающееся пятно переменной яркости создаёт на экране изображение.
Люминофор от электронов приобретает отрицательный заряд, и может начаться вторичная эмиссия — люминофор может сам начать испускать электроны. В результате вся трубка может приобрести отрицательный заряд. Для того, чтобы это не происходило, по всей поверхности трубки находится соединённый с анодом слой аквадага — проводящей смеси на основе графита (6).
Кинескоп подключается через выводы 13 и высоковольтное гнездо 7.
В чёрно-белых телевизорах состав люминофора подбирают таким, чтобы он светился нейтрально-серым цветом. В видеотерминалах, радарах и т. д. люминофор часто делают жёлтым или зелёным для меньшего утомления глаз.

### Угол отклонения луча

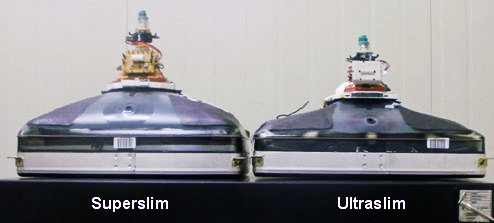
Кинескопы с углом отклонения луча 110° и 120°

Углом отклонения луча ЭЛТ называется максимальный угол между двумя возможными положениями электронного луча внутри колбы, при которых на экране ещё видно светящееся пятно. От величины угла зависит отношение диагонали (диаметра) экрана к длине ЭЛТ. У осциллографических ЭЛТ составляет как правило до 40°, что связано с необходимостью повысить чувствительность луча к воздействию отклоняющих пластин и обеспечить линейность характеристики отклонения. У первых советских телевизионных кинескопов с круглым экраном угол отклонения составлял 50°, у чёрно-белых кинескопов более поздних выпусков был равен 70°, начиная с 1960-х годов увеличился до 110° у чёрно-белых (один из первых подобных кинескопов — 43ЛК9Б), у цветных — к началу 80-х. К концу эры кинескопов угол удалось довести до 120°.
При увеличении угла отклонения луча уменьшаются габариты и масса кинескопа, однако:
- увеличивается мощность, потребляемая узлами развёртки. Для решения этой проблемы уменьшался диаметр горловины кинескопа, что, однако, потребовало изменения конструкции электронной пушки.
- возрастают требования к точности изготовления и сборки отклоняющей системы, что было реализовано путём компоновки кинескопа с отклоняющей системой в единый модуль и сборки его в заводских условиях.
- возрастает число необходимых элементов настройки геометрии растра и сведения.

Всё это привело к тому, что в некоторых областях до сих пор применяются 70-градусные кинескопы. Также угол в 70° продолжает применяться в малогабаритных чёрно-белых кинескопах (например, 16ЛК1Б), где длина не играет такой существенной роли.

### Ионная ловушка

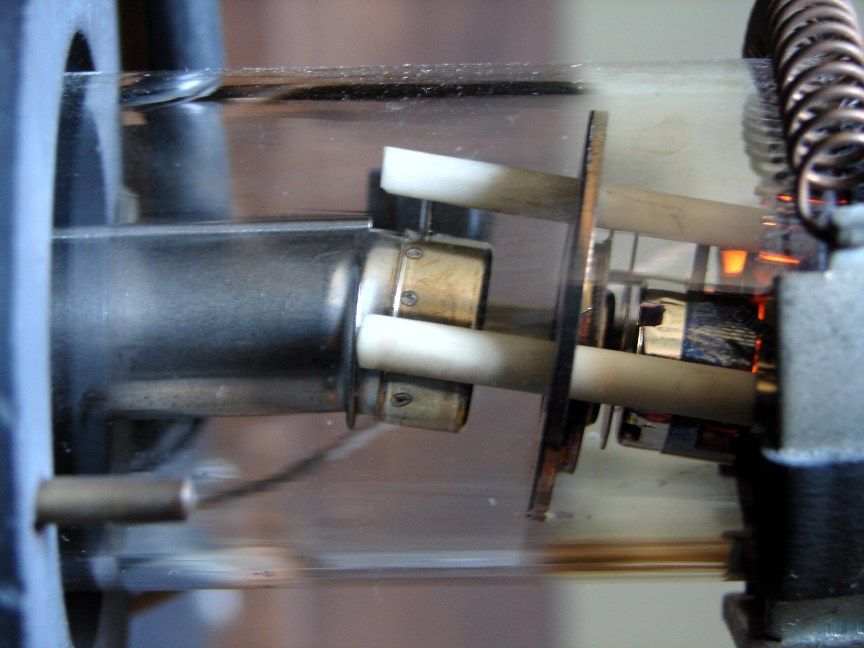
Ионная ловушка в шейке колбы кинескопа

Так как внутри ЭЛТ невозможно создать идеальный вакуум, внутри остаётся часть молекул воздуха. При столкновении с электронами из них образуются ионы, которые, имея массу, многократно превышающую массу электронов, практически не отклоняются, постепенно выжигая люминофор в центре экрана и образуя так называемое ионное пятно. Для борьбы с этим до середины 1960-х годов применялся принцип «ионной ловушки»: ось электронной пушки была расположена под некоторым углом к оси кинескопа, а расположенный снаружи регулируемый магнит обеспечивал поле, поворачивающее поток электронов к оси. Массивные же ионы, двигаясь прямолинейно, попадали в собственно ловушку.
Однако данное построение вынуждало увеличивать диаметр горловины кинескопа, что приводило к росту необходимой мощности в катушках отклоняющей системы.
В начале 1960-х годов был разработан новый способ защиты люминофора: алюминирование экрана, кроме того, позволившее вдвое повысить максимальную яркость кинескопа, и необходимость в ионной ловушке отпала.

### Задержка подачи напряжения на анод либо модулятор
В телевизоре, строчная развёртка которого выполнена на лампах, напряжение на аноде кинескопа появляется только после прогрева выходной лампы строчной развёртки и демпферного диода. Катоды этих ламп весьма массивные и требуют высокой температуры (лампы рассчитаны на большой рабочий ток катода), и легкие катоды кинескопа к этому моменту уже успевают нагреться до рабочей температуры.
Внедрение в узлы строчной развёртки полностью полупроводниковой схемотехники породило проблему ускоренного износа катодов кинескопа по причине подачи напряжения на анод кинескопа одновременно с включением. Для борьбы с этим явлением были разработаны любительские узлы, обеспечивавшие задержку подачи напряжения на анод либо модулятор кинескопа. Позднее начали выпускаться телевизоры промышленного производства, в которых такая задержка предусмотрена изначально.

## Развёртка

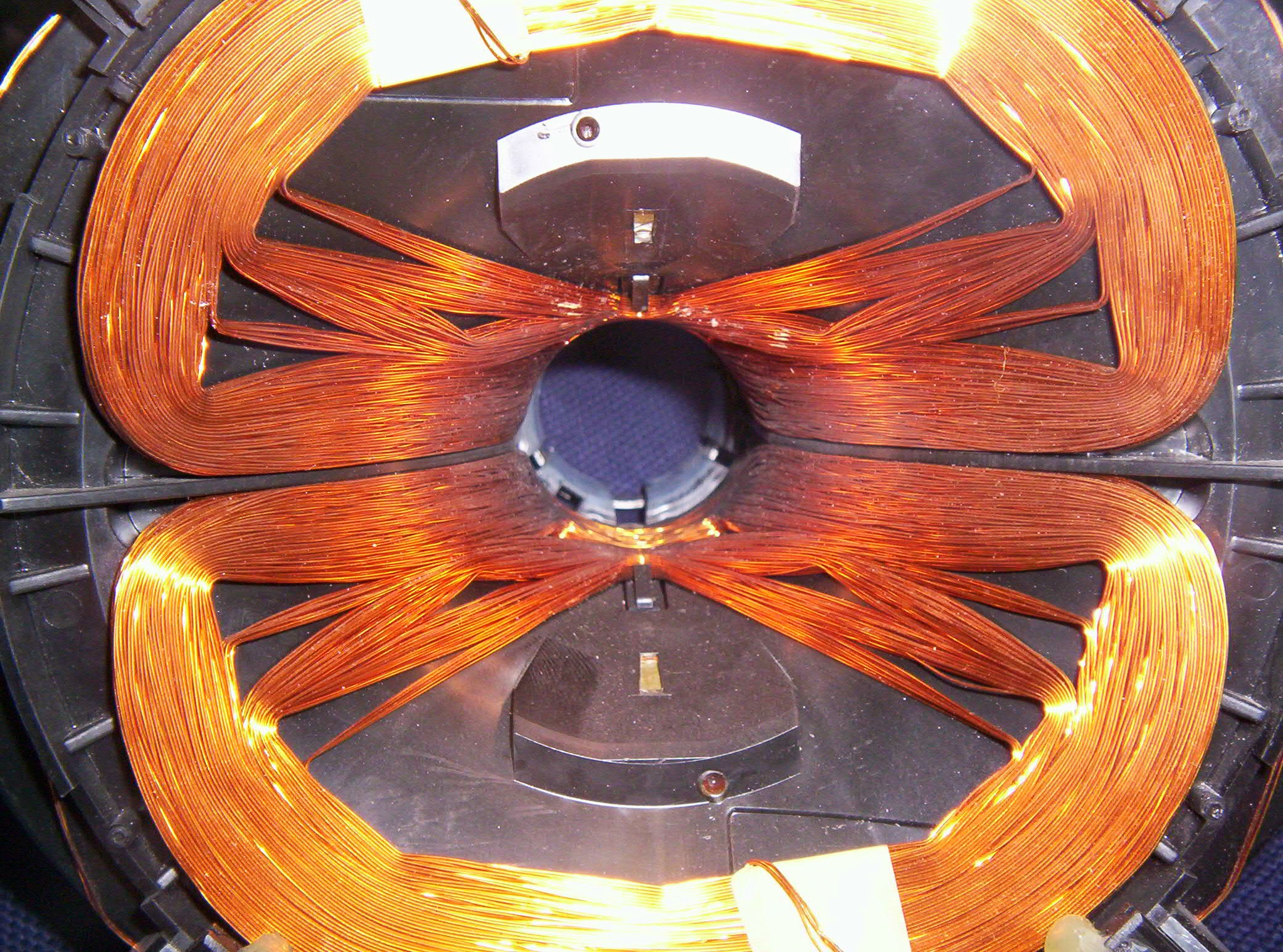
Строчная катушка цветного кинескопа. Такая форма витков необходима для сохранения сведения лучей по краям экрана

Чтобы создать на экране изображение, электронный луч должен постоянно проходить по экрану с высокой частотой — не менее 25 раз в секунду. Этот процесс называется развёрткой. Есть несколько способов развёртки изображения.

### Растровая развёртка
Электронный луч проходит весь экран по строкам. Возможны два варианта:
- 1—2—3—4—5—… (построчная развёртка);
- 1—3—5—7—…, затем 2—4—6—8—… (чересстрочная развёртка).

### Векторная развёртка
Электронный луч проходит вдоль линий изображения. Векторная развёртка применялась в игровой консоли Vectrex.

### Развёртка на экране РЛС
В первых РЛС использовался индикатор кругового обзора («круговой отметчик»), где электронный луч проходит по радиусам круглого экрана. Служебная информация (цифры, буквы, топографические знаки) либо отображается векторным методом, либо развёртывается дополнительно сквозь знаковую матрицу (находится в электронно-лучевой пушке).

Телевизионный растр, построчная развёртка
Телевизионный растр, чересстрочная развёртка
Векторный способ развёртки изображения

## Цветные кинескопы

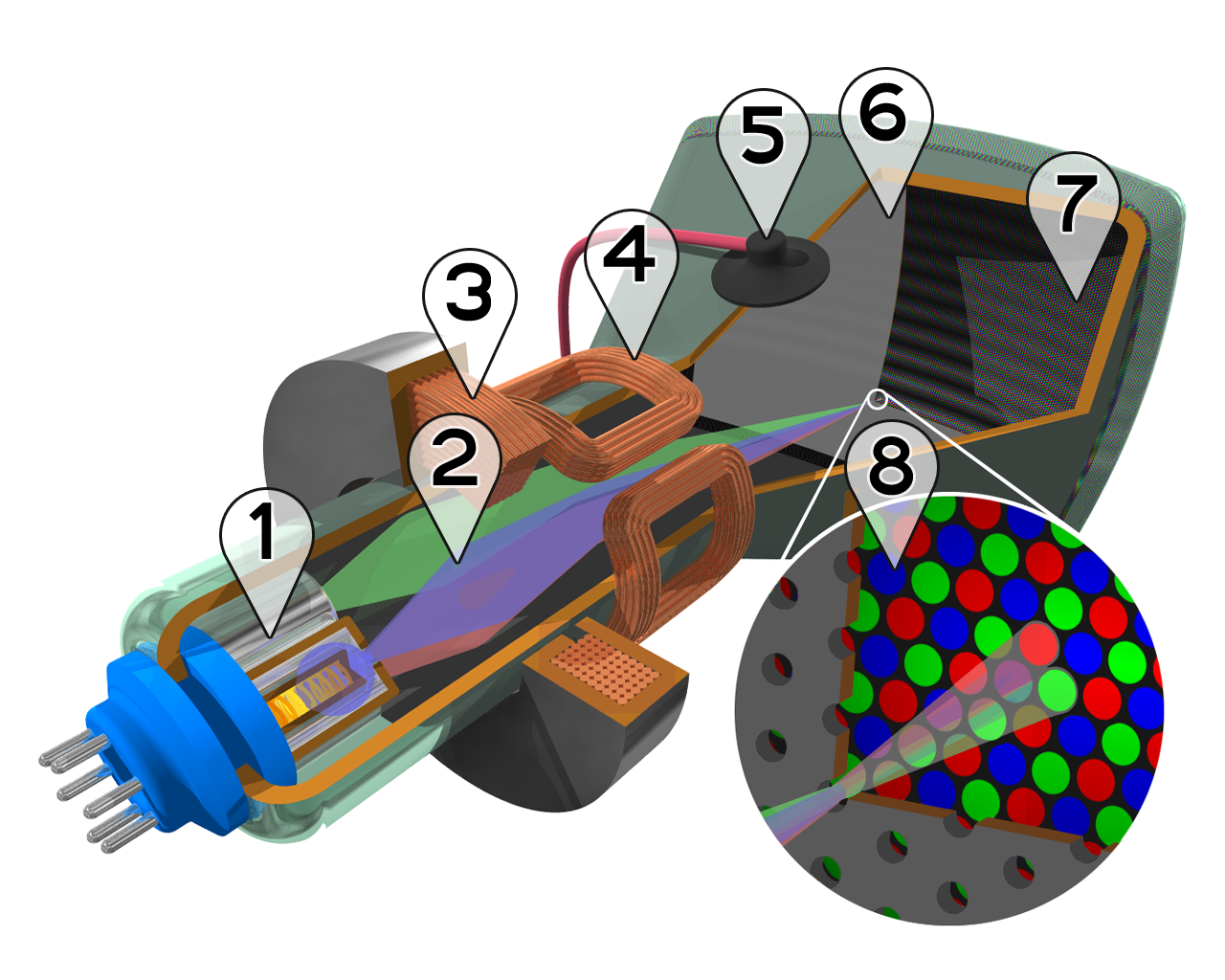
Устройство цветного кинескопа. 1 — Электронные пушки. 2 — Электронные лучи. 3 — Фокусирующая катушка. 4 — Отклоняющие катушки. 5 — Анод. 6 — Маска, благодаря которой красный луч попадает на красный люминофор, и т. д. 7 — Красные, зелёные и синие зёрна люминофора. 8 — Маска и зёрна люминофора (увеличено).

Цветной кинескоп отличается от чёрно-белого тем, что в нём три пушки — «красная», «зелёная» и «синяя» (1). Соответственно, на экран 7 нанесены в некотором порядке три вида люминофора — красный, зелёный и синий (8).
В зависимости от типа применённой маски, пушки в горловине кинескопа расположены дельтообразно (в углах равностороннего треугольника) либо планарно (на одной линии). Некоторые одноимённые электроды разных электронных пушек соединены проводниками внутри кинескопа. Это ускоряющие электроды, фокусирующие электроды, подогреватели (соединены параллельно) и, часто, модуляторы. Такая мера необходима для экономии количества выводов кинескопа, ввиду ограниченных размеров его горловины.
На красный люминофор попадает только луч от красной пушки, на зелёный — только от зелёной, и т. д. Это достигается тем, что между пушками и экраном установлена металлическая решётка, именуемая маской (6). В современных кинескопах маска выполнена из инвара — сорта стали с небольшим коэффициентом температурного расширения.

### Типы масок
Существует два типа масок:
- собственно теневая маска, которая существует двух видов:
  - Теневая маска для кинескопов с дельтообразным расположением электронных пушек. Часто, особенно в переводной литературе, упоминается как теневая решётка. В настоящее время применяется в большинстве мониторных кинескопов. Телевизионные кинескопы с маской данного типа ныне не производятся, однако, такие кинескопы можно встретить в телевизорах прошлых лет (59ЛК3Ц, 61ЛК3Ц, 61ЛК4Ц).
    - В 1997 году компания Hitachi модифицировала теневую маску, назвав эту технологию EDP. Было осуществлено уменьшение расстояния между отверстиями по горизонтали, в результате образованные ими группы имеют форму равнобедренного, но не равностороннего треугольника. Форма самих отверстий была изменена на овальную;[4]

  - Теневая маска для кинескопов с планарным расположением электронных пушек. Известна также, как щелевая маска. Применялась в основном в телевизионных кинескопах. В мониторных кинескопах встречается у разных фирм под разными названиями: NEC — ChromaClear, LG — Flatron, Panasonic — PureFlat;
- апертурная решётка (Sony Trinitron, Mitsubishi Diamondtron). Эта маска, в отличие от остальных видов, состоит из большого количества проволок, натянутых вертикально. Принципиальное отличие маски такого типа заключается в том, что она не ограничивает пучок электронов, а фокусирует его. Прозрачность апертурной решетки составляет примерно 85 % против 20 % у теневой маски. Кинескопы с такой маской применяются и в мониторах, и в телевизорах. Предпринимались попытки создания таких кинескопов в 1970-е годы и в СССР (например, 47ЛК3Ц).
- особняком стоят цветные кинескопы специального типа — однолучевые хромоскопы, в частности, 25ЛК1Ц. По устройству и принципу действия они разительно отличаются от иных видов цветных кинескопов. В них имеется маска из проволок, соединенных друг с другом через одну. Чередуется подача напряжения на чётные, нечётные проволоки и полное отключение напряжения, благодаря чему луч отклоняется в сторону соответствующего люминофора. Несмотря на явные преимущества, включая пониженную потребляемую мощность, сравнимую с аналогичным показателем чёрно-белого кинескопа с диагональю того же размера, широкого распространения в телевизионной технике такие кинескопы не получили, так как при приеме телевизионного изображения цветокоммутацию выполнять достаточно сложно. Тем не менее, в мониторах ранних персональных компьютеров и специальной аппаратуре, где изображение не полноцветное и цветокоммутация не вызывает сложностей, однолучевые хроматроны применялись.
- Ещё проще, чем хромоскоп, устроен кинескоп с определением текущего положения луча. В нём отсутствуют даже вертикальные проволоки, вместо них применены дополнительные полоски люминофора, излучающие ультрафиолет назад. На это реагирует расположенный за кинескопом ФЭУ или фотодиод. Быстродействующий коммутатор поочерёдно подаёт на единственный видеоусилитель сигналы основных цветов синхронно с прохождением лучом полосок соответствующих люминофоров. Такие кинескопы оказалось экономически выгодно делать только очень малогабаритными, в частности, один из них применён в 3,7-дюймовом телевизоре Sony KVX-370. Также их ограниченно применяли в проекторах и видоискателях камкордеров, поскольку они экономичны и нечувствительны к магнитным полям от двигателей БВГ.

Среди этих масок нет явного лидера: теневая обеспечивает высокое качество линий, апертурная даёт более насыщенные цвета и высокий КПД. Щелевая сочетает достоинства теневой и апертурной, но склонна к муару.

Типы решёток, способы замера шага на них

Чем меньше элементы люминофора, тем более высокое качество изображения способна дать трубка. Показателем качества изображения является шаг маски.
- Для теневой решётки шаг маски — расстояние между двумя ближайшими отверстиями маски (соответственно, расстояние между двумя ближайшими элементами люминофора одного цвета).
- Для апертурной и щелевой решётки шаг маски определяется как расстояние по горизонтали между щелями маски (соответственно, горизонтальное расстояние между вертикальными полосами люминофора одного цвета).

В современных мониторных ЭЛТ шаг маски находится на уровне 0,25 мм. Телевизионные кинескопы, просмотр изображения на которых осуществляется с большего расстояния, используют шаги до 0,6 мм.

### Сведение лучей
Так как радиус кривизны экрана много больше расстояния от него до электронно-оптической системы вплоть до бесконечности в плоских кинескопах, а без применения специальных мер точка пересечения лучей цветного кинескопа находится на постоянном расстоянии от электронных пушек, необходимо добиться того, чтобы эта точка находилась точно на поверхности теневой маски, в противном случае образуется рассовмещение трёх цветовых составляющих изображения, увеличивающееся от центра экрана к краям. Чтобы этого не происходило, необходимо должным образом сместить электронные лучи. В кинескопах с дельтообразным расположением пушек это делается специальной электромагнитной системой, управляемой отдельным устройством, которое в старых телевизорах для периодических регулировок было вынесено в отдельный блок — блок сведения. В кинескопах с планарным расположением пушек регулировка производится при помощи специальных магнитов, расположенных на горловине кинескопа. Со временем, особенно у кинескопов с дельтообразным расположением электронных пушек, сведение нарушается и нуждается в дополнительной регулировке. Большинство компаний по ремонту компьютеров предлагает услугу повторного сведения лучей монитора.

### Размагничивание

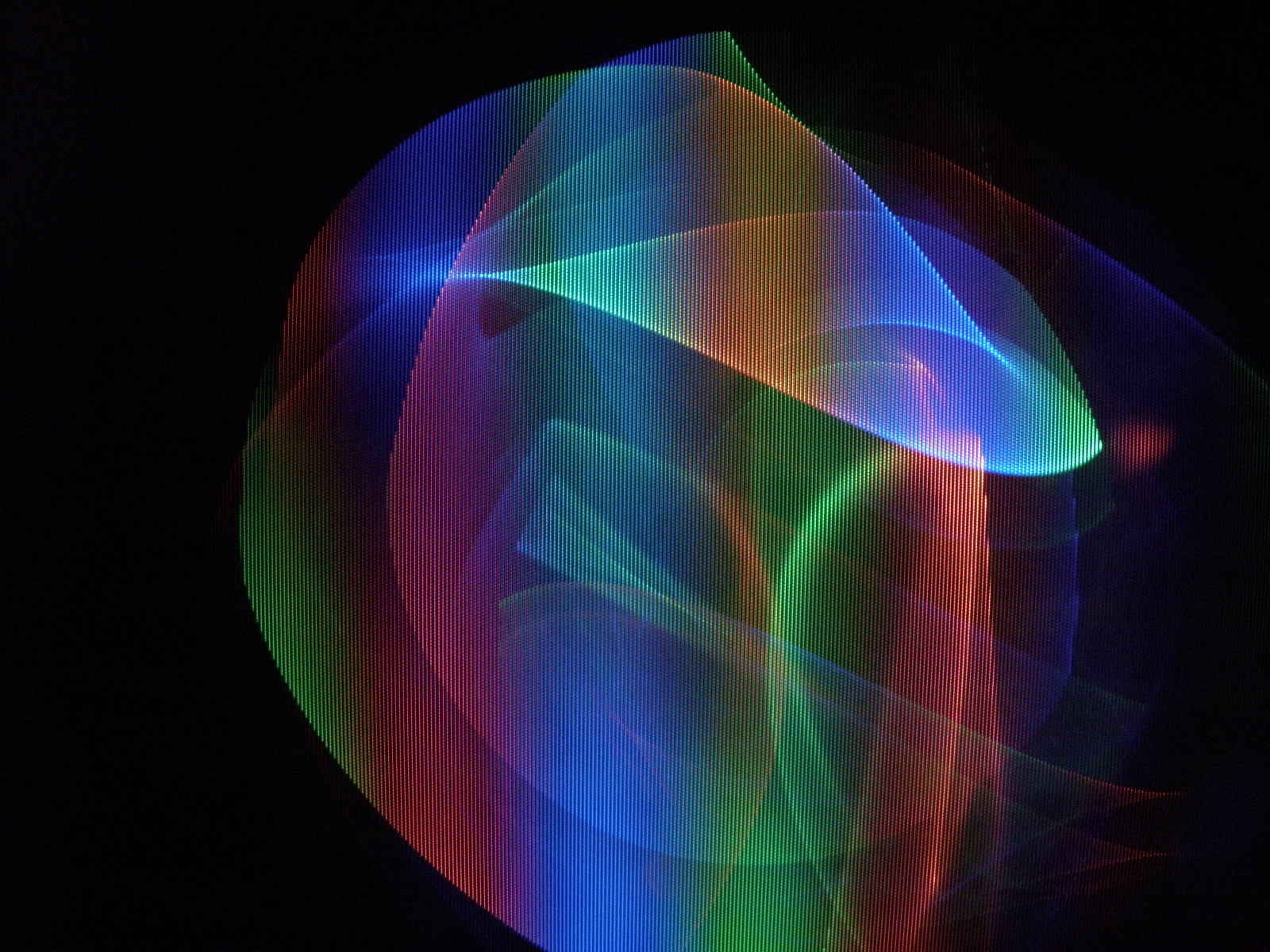
Свечение выключенного из сети цветного кинескопа — нормальное явление.

Необходимо в цветных кинескопах для снятия влияющей на качество изображения остаточной или случайной намагниченности теневой маски и электростатического экрана.
Размагничивание происходит благодаря возникновению в так называемой петле размагничивания — гибкой катушке большого диаметра, расположенной по периметру экрана кинескопа — импульса быстропеременного затухающего магнитного поля. Для того, чтобы этот ток после включения телевизора постепенно уменьшался, используются терморезисторы. Чаще всего применяют схему с двумя терморезисторами, между которыми установлен тепловой контакт. Второй терморезистор дополнительно подогревает первый, увеличивая его сопротивление, благодаря чему ток через катушку размагничивания в установившемся состоянии уменьшается. Многие мониторы дополнительно к терморезисторам содержат реле, которое по окончании процесса размагничивания кинескопа отключает питание этой цепи, чтобы терморезистор остыл. После этого можно специальной клавишей либо особой командой в меню монитора вызвать срабатывание этого реле и провести повторное размагничивание в любой момент, не прибегая к отключению и включению питания монитора. В телевизоре «Электроника Ц-430» терморезистор управляет не катушкой непосредственно, а транзисторным ключом. При помощи реле, на которое нагружен этот ключ, на катушку размагничивания разряжается предварительно заряженный бумажный конденсатор, и в получившемся колебательном контуре возникают затухающие колебания.

### Тринескоп
Тринескопом называется конструкция, состоящая из трёх чёрно-белых кинескопов, светофильтров и полупрозрачных зеркал (либо дихроичных зеркал, объединяющих функции полупрозрачных зеркал и фильтров), используемая для получения цветного изображения.

## Применение
Кинескопы используются в системах растрового формирования изображения: различного рода телевизорах, мониторах, видеосистемах.
Осциллографические ЭЛТ наиболее часто используются в системах отображения функциональных зависимостей: осциллографах, вобулоскопах, также в качестве устройства отображения на радиолокационных станциях, в устройствах специального назначения; в советские годы использовались и в качестве наглядных пособий при изучении устройства электронно-лучевых приборов в целом.
Знакопечатающие ЭЛТ используются в различной аппаратуре специального назначения.

## Обозначение и маркировка
Обозначение советских и российских ЭЛТ состоит из четырёх элементов:
- Первый элемент: число, указывающее диагональ прямоугольного либо диаметр круглого экрана в сантиметрах;
- Второй элемент: две буквы, указывающие на принадлежность ЭЛТ к определённому конструктивному виду. ЛК — кинескоп, ЛМ — трубка с электромагнитным отклонением луча, ЛО — трубка с электростатическим отклонением луча, ЛН — трубки с памятью (индикаторные и осциллографические);
- Третий элемент: число, указывающее номер модели данной трубки с данной диагональю, при этом для осциллографических трубок СВЧ-диапазона нумерация начинается с номера 101;
- Четвёртый элемент: буква, указывающая цвет свечения экрана. Ц — цветной, Б — белого свечения, И — зелёного свечения, В — жёлто-зелёного свечения, С — оранжевого свечения, П — красного свечения, А — синего свечения. Х — обозначает экземпляр, имеющий худшие светотехнические параметры по сравнению с прототипом.

В особых случаях к обозначению может добавляться пятый элемент, несущий дополнительную информацию.
Пример: 50ЛК2Б — чёрно-белый кинескоп с диагональю экрана 50 см, вторая модель, 3ЛО1И — осциллографическая трубка с диаметром экрана зелёного свечения 3 см, первая модель.

## Воздействие на здоровье

### Электромагнитное излучение
Это излучение создаётся не самим кинескопом, а отклоняющей системой. Трубки с электростатическим отклонением, в частности, осциллографические, его не излучают.
В мониторных кинескопах для подавления этого излучения отклоняющую систему часто закрывают ферритовыми чашками. Телевизионные кинескопы такой экранировки не требуют, поскольку зритель обычно сидит на значительно большем расстоянии от телевизора, чем от монитора.

### Ионизирующее излучение
В кинескопах присутствует ионизирующее излучение двух видов.
Первое — это сам поток электронов низкой энергии (25 кЭв). Наружу это излучение не выходит и опасности для пользователя не представляет.
Второе — тормозное рентгеновское излучение, которое возникает при бомбардировке экрана электронами. Однако в случае неисправности телевизора или монитора, приводящей к значительному повышению анодного напряжения, уровень этого излучения может увеличиться до заметных величин. Для предотвращения таких ситуаций блоки строчной развёртки оборудуют узлами защиты.
В телевизорах цветного изображения, выпущенных до середины 1970-х годов, могут встречаться дополнительные источники рентгеновского излучения — стабилизирующие триоды, подключаемые параллельно кинескопу и служащие для стабилизации анодного напряжения, а значит, и размеров изображения. В советских телевизорах «Радуга-5» и «Рубин-401-1» используются триоды 6С20С, в ранних моделях серии УЛПЦТ — ГП-5. Поскольку стекло баллона такого триода значительно тоньше, чем у кинескопа, и не легировано свинцом, он является значительно более интенсивным источником рентгеновского излучения, чем сам кинескоп, поэтому его помещают в специальный стальной экран. В более поздних моделях телевизоров УЛПЦТ используются иные методы стабилизации высокого напряжения, и этот источник рентгеновского излучения исключён.

### Мерцание

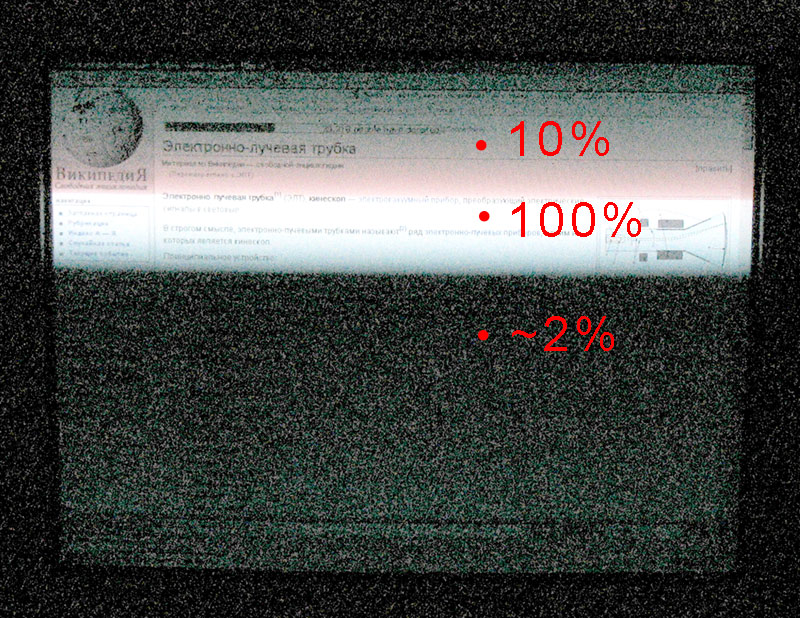
Монитор Mitsubishi Diamond Pro 750SB (1024×768, 100 Гц), снятый с выдержкой 0.001 с. Яркость искусственно завышена; показано различие яркости изображения в разных точках экрана

Луч ЭЛТ-монитора, формируя изображение на экране, заставляет светиться частицы люминофора. До момента формирования следующего кадра эти частицы успевают погаснуть, поэтому можно наблюдать «мерцание экрана». Чем выше частота смены кадров, тем менее заметно мерцание. Его явно можно наблюдать боковым зрением.
При формировании изображения ежесекундно сменяется 25 кадров, что с учётом чересстрочной развёртки составляет 50 полей (полукадров) в секунду. При работе за экраном монитора мерцание чувствуется сильнее, так как при этом расстояние от глаз до кинескопа намного меньше, чем при просмотре телевизора. Минимальной рекомендуемой частотой обновления экрана монитора является частота 85 Гц. Ранние модели мониторов и телевизоров не позволяли работать с частотой развёртки более 70—75 Гц, в поздних моделях эта частота повышается до 100 Гц.

### Нечёткое изображение
Изображение на электронно-лучевой трубке является размытым по сравнению с другими видами экранов. На качественных мониторах изображение получается довольно чётким.

### Высокое напряжение
В работе ЭЛТ применяется высокое напряжение. Остаточное напряжение в тысячи вольт, если не принимать никаких мер, может задерживаться на ЭЛТ и схемах «обвязки» неделями. Поэтому в схемы добавляют разряжающие резисторы, которые делают телевизор вполне безопасным уже через несколько минут после выключения.
Напряжение анода ЭЛТ может оказаться смертельным при наличии у человека пороков сердца. Оно может также приводить к травмам, включая летальные, косвенным образом, когда, отдёрнув руку, человек касается других цепей, содержащих чрезвычайно опасные для жизни напряжения (а такие цепи присутствуют во всех моделях телевизоров и мониторов, использующих ЭЛТ), а также к механическим травмам, сопряжённым со внезапным бесконтрольным падением из-за спазма от удара током.

### Ядовитые вещества
ЭЛТ могут содержать вещества, вредные для здоровья и окружающей среды. В их числе соединения бария в катодах, люминофоры. Вышедшие из строя ЭЛТ в большинстве стран считаются опасным мусором и подлежат вторичной переработке или захоронению на отдельных полигонах.

### Взрыв ЭЛТ
Поскольку внутри ЭЛТ высокий вакуум, за счёт давления воздуха на один только экран 17-дюймового монитора приходится нагрузка около 800 кг — масса микролитражного легкового автомобиля. При эксплуатации ранних моделей кинескопов правила техники безопасности требовали использования защитных рукавиц, маски и очков. Перед экраном кинескопа в телевизоре устанавливался стеклянный защитный экран, а по краям — металлическая защитная маска.
Начиная со второй половины 1960-х годов, опасная часть кинескопа прикрывается специальным металлическим взрывозащитным бандажом, выполненным в виде цельнометаллической штампованной конструкции либо намотанной в несколько слоёв стальной ленты. Такой бандаж исключает возможность самопроизвольного взрыва. В некоторых моделях кинескопов дополнительно использовалась защитная плёнка, покрывавшая экран.
Несмотря на применение защитных систем, не исключается поражение людей осколками при умышленном разбивании кинескопа. В связи с этим при уничтожении последнего для безопасности предварительно отламывают штенгель — технологическую стеклянную трубку в торце горловины под пластмассовым цоколем, через которую при производстве осуществляется откачка воздуха.